# راكيش فاشيس
راكيش فاشيس (1 سبتمبر 1978)، ممثل وعارض أزياء هندي، حصل على المركز السادس عشر في قائمة أفضل 20 رجلاً مرغوبًا في ولاية ماهاراشترا في صحيفة تايمز أوف إنديا في عام 2017.

## حياته
ولد راكيش بابات (يعرف أيضا بـ«راكيش بابت») في أمرافاتي، ماهاراشترا، في الهند. حصل على الجائزة الوطنية على مستوى الناشئين عن لوحاته.
تزوج من ريدهي دوجرا في عام 2011 لكنهما انفصلا في عام 2019. بدأ بمواعدة شاميتا شيتي في سبتمبر 2021، والتي كانت صديقته في الرنامج التلفزيوني (بيغ بوس أو تي تي).

## المسيرة المهنية

### بوليوود 2001-2005
حصل على دوره الأول (عمار شاه) في فيلم «توم بن» 2001، بعد أن أثار انتباه زوجة المخرج بعد أن ظهر في إعلان لمعجون أسنان فأوصت به لزوجها. لعب بعد ذلك دور غوراف في فيلم «ديل فيل بيار فيار» (2002). ثم ظهر في فيلم التشويق والإثارة «تومسي ميلكي رقم خاطئ» (2003) من إخراج جيغنيش م. فايشناف، وفي فيلم «كاون هاي جو سابنو مين آيا» (2004)، من إخراج راجيش بهات؛ وفيلم «نام غام جاييجا» وهو دراما رومانسية من تأليف وإخراج أمول شيتجي؛ وفيلم «كوي مير ديل مين هاي» (2005) من إخراج ديباك رامزي والذي تعرض لانتقادات شديدة.

## وصلات خارجية
- راكيش فاشيس على موقع IMDb (الإنجليزية)
- راكيش فاشيس على موقع قاعدة بيانات الفيلم (الإنجليزية)